# بیاوا نسکا
بیاوا نسکا (به لهستانی:  Biała Nyska) یک روستا در لهستان است که در گمینا نسا واقع شده‌است.<ref>{{یادکرد-ویکی||نشانی=https://en.wikipedia.org/w/index.php?title=Biała_Nyska&redirect=no&oldid=770096142 |عنوان=Biała Nyska